# 21421 Nealwadhwa
A 21421 Nealwadhwa (ideiglenes jelöléssel 1998 FJ78) a Naprendszer kisbolygóövében található aszteroida. A LINEAR projekt keretében fedezték fel 1998. március 24-én.